# Asplenium × longmenense
Asplenium × longmenense là một loài dương xỉ trong họ Aspleniaceae. Loài này được Z.R.Wang & K.Q.Wang mô tả khoa học đầu tiên năm 2003.
Danh pháp khoa học của loài này chưa được làm sáng tỏ. 